# Marjai József
Marjai József (Budapest, 1923. december 18. – Budapest, 2014. május 7.) magyar diplomata, miniszterelnök-helyettes.

## Élete és munkássága
Apja villamoskalauz volt. Felső kereskedelmi középiskolában szerzett érettségit. 1941-től vállalati tisztviselőként dolgozott, 1944-ben a Dunai Repülőgépgyárban alkalmazták. 1945 és 1947 között szovjet hadifogságban volt. Hazatérése után a Kereskedelmi és Szövetkezetügyi Minisztériumban lett tisztviselő.
1939-től vett részt a munkásmozgalomban, 1943-ban lett a Magyar Kommunista Párt tagja.
1948-ban lépett diplomáciai szolgálatba. 1953 és 1955 között a Külügyminisztérium protokollosztályának vezetője, 1955–56-ban a politikai osztály vezetője volt. 1956-tól Bernben, 1959-től 1963-ig Prágában, 1966-tól 1970-ig Belgrádban volt Magyarország nagykövete. 1970-től 1973-ig külügyminiszter-helyettes, majd 1976-ig államtitkár volt, 1976 és 1978 között moszkvai nagykövetként dolgozott.
1976-tól 1989. október 7-ig az MSZMP Központi Bizottságának tagja volt. 1978-tól két éven át vezette a Minisztertanács Nemzetközi Gazdasági Kapcsolatok Bizottságát. 1985-ig az MSZMP KB gazdaságpolitikai bizottságának tagja volt.
1978 áprilisától nyugdíjba vonulásáig a Minisztertanács elnökhelyettese volt. 1987 decemberétől 1988 októberéig kereskedelmi miniszterként is tevékenykedett.
1988 októberében vonult nyugdíjba.
2006-os kitüntetését Sólyom László köztársasági elnök kifogásolta, azonban – ellentétben azzal, ahogyan egy másik kitüntetett, Fekete János esetében eljárt – az átadáson végül kezet fogott vele.

### Kutatható iratanyaga
Miniszterelnök-helyettesi működési időszakából (pontosabban az 1978–1989 közti évkörből) 85,84 iratfolyóméternyi, maradandó értékűnek minősített iratanyaga (682 doboz és 73 kötet) került az Országos Levéltár, mai nevén Magyar Nemzeti Levéltár Országos Levéltára őrizetébe, ahol az a XIX-A-2-af törzsszámon kutatható.

## Elismerései
- Magyar Népköztársaság Érdemrendje (1988)
- A Magyar Köztársaság Érdemrend középkeresztje a csillaggal (polgári tagozat, 2006)

## Művei
- Marjai József: A magyar-szovjet gazdasági kapcsolatok fejlesztése nemzeti érdekünk. Elhangzott a Magyar-Szovjet Baráti Társaság 1985. február 5-i országos elnökségi ülésén; MSZBT, Bp., 1985

## Érdekességek
Ő volt a berni nagykövet akkor, amikor (1958. augusztus 16-án, napra pontosan két hónappal Nagy Imre kivégzése után) két emigráns magyar fiatalember megtámadta a svájci magyar nagykövetséget azzal a szándékkal, hogy túszul ejtse a követet, és vélhetőleg azzal a céllal, hogy megpróbáljanak megszerezni egyes titkos iratokat. A túszdráma végén tűzpárbaj alakult ki a két támadó és a követségi alkalmazottak, illetve az időközben beavatkozó rendőrök között, melyben az egyik emigráns halálos sebet kapott, a másikat a svájci rendőrök elfogták. Ebből az alaptörténetből született, fikciós elemekkel kiegészítve, A berni követ című tévéfilm, melyben Marjai filmbéli karakterét, Koroknai Mihály nagykövetet Kulka János színművész alakította. A valós eseménysorozatról fennmaradt dokumentumok szerint Marjai filmbéli hasonmásánál jóval keményebben szállt szembe a túszejtőkkel, társaival tűzharcot folytatott velük. A túszejtők nem fogták el, és a Szabad Európa Rádióban nem hangzott el a filmben ismertetett nyilatkozat. További érdekesség, hogy Marjai elvileg még láthatta is a filmet, mert a bemutatójára néhány hónappal a halála előtt, 2014. február 25-én került sor a Magyar Televízióban.